# Heartbreaker (마이크 햄머의 노래)
〈Heartbreaker〉(하트브레이커)는 이탈리아의 보컬리스트 페르난도 보니니가 Mike Hammer(마이크 햄머)라는 명의로 낸 이탈로 디스코 및 유로비트 노래이자 싱글 음반이다.

## 내용
- A1. Heartbreaker (Extended Mix) 6:45
- A2. Heartbreaker (Acapella) 0:36
- B1. Heartbreaker (Radio Edit) 2:26
- B2. Heartbreaker (Instrumental) 2:26
- B3. Haertbreaker (Bonus Beat) 1:03